# Exister
Exister è il settimo album in studio del gruppo musicale statunitense Hot Water Music, pubblicato nel 2012.

## Tracce
1. Mainline – 2:32
2. Boy, You're Gonna Hurt Someone – 2:34
3. State of Grace – 2:22
4. Drown in It – 2:43
5. Drag My Body – 3:21
6. Safety – 2:50
7. Exister – 3:01
8. Wrong Way – 3:47
9. Take No Prisoners – 3:13
10. Pledge Wore Thin – 3:01
11. No End Left in Sight – 3:15
12. The Traps – 2:47
13. Paid in Full – 2:33

## Formazione
- Chuck Ragan - chitarra, voce
- Chris Wollard - chitarra, voce
- Jason Black - basso
- George Rebelo - batteria